# Addameer
Addameer (en árabe: الضمير‎) de nombre completo Addameer Prisoner Support and Human Rights Association (en español: Asociación Addameer de Apoyo a los Presos y Derechos Humanos) es una organización no gubernamental (ONG) palestina de apoyo a los presos políticos palestinos que se encuentran en cárceles israelíes y palestinas. Tiene su sede en Ramala (Palestina). Su labor consiste en hacer trabajo de documentación, campañas de defensa de sus derechos a nivel nacional e internacional, monitoreo de violaciones de derechos humanos, acciones para abolir la tortura, y ofrecer asesoramiento legal gratuito a los presos políticos.
Fundada en 1992, su nombre significa 'conciencia' en árabe. Sus oficinas han sido allanadas y saqueadas en varias ocasiones por las fuerzas de seguridad de Israel, cuando las pertenencias de las organizaciones de derechos humanos en territorio ocupado están especialmente protegidas en virtud del artículo 46 del Reglamento de La Haya de 1907.
Su directora entre 1993 y 2005, la abogada feminista Khalida Jarrar, fue arrestada varias veces y llegó a estar detenida hasta 20 meses bajo detención administrativa, sin acusación formal ni juicio, por ser afiliada al Frente Popular para la Liberación de Palestina (FPLP) que Israel considera organización terrorista.
Desde 2006, la directora de Addameer es la abogada Sahar Francis. En junio de 2024, fue galardonada con el VII Premio a la Igualdad "Alicia Salcedo", por el Colegio de Abogados de Oviedo.

## Designada organización terrorista por Israel
En octubre de 2021, el ministro de Defensa de Israel emitió una orden militar que declaraba que Addameer era una organización terrorista, junto con otras cinco ONG de derechos humanos palestinas sin ánimo de lucro: Al-Haq, Centro Bisan de Investigación y Desarrollo, Defensa de los Niños Internacional, Unión de Comités de Mujeres Palestinas y Unión de Comités de Trabajadores Agrícolas. La designación fue condenada por Amnistía Internacional, Human Rights Watch y la Oficina del Alto Comisionado de las Naciones Unidas para los Derechos Humanos, que la calificaron de «ataque frontal contra el movimiento palestino de derechos humanos y contra los derechos humanos en todo el mundo».
Al revisar la inteligencia secreta israelí compartida con la CIA, esta última no encontró pruebas que apoyaran las acusaciones israelíes.
En julio de 2022, nueve países de la UE (Alemania, Bélgica, Dinamarca, España, Francia, Irlanda, Italia, Países Bajos y Suecia) emitieron una declaración conjunta en la que afirmaban que seguirían trabajando con las seis organizaciones palestinas que Israel había prohibido, porque Israel no había podido demostrar que debieran considerarse organizaciones terroristas.

## Redadas de las fuerzas de seguridad de Israel en las oficinas de Addameer
Hasta 2024, las oficinas de Addameer han sufrido cuatro redadas de las Fuerzas de Defensa de Israel (FDI) en las que se le han confiscado documentación, archivos y material informático y audiovisual: la primera tuvo lugar en 2002, la segunda en 2012, un ataque en el que también se destruyó material y muebles de oficina y que ocurrió unos días después de que las Naciones Unidas reconocieran a Palestina como Estado observador no miembro, luego en 2019, y la última hasta la fecha en 2022, en la que atacaron otras seis organizaciones de la sociedad civil palestina de las que se ordenó el cierre.